# Occidryas bernadetta
Occidryas bernadetta är en fjärilsart som beskrevs av R. A. Leussler 1920. Occidryas bernadetta ingår i släktet Occidryas och familjen praktfjärilar. Inga underarter finns listade i Catalogue of Life.